# John Hayden
John Hayden, född 14 februari 1995, är en amerikansk professionell ishockeyforward som spelar för Arizona Coyotes i NHL.
Han har tidigare spelat för Chicago Blackhawks och New Jersey Devils i NHL; Rockford Icehogs i AHL, Yale Bulldogs i NCAA samt Team USA i USHL.

## Klubblagskarriär

### NHL

#### Chicago Blackhawks
Hayden draftades i tredje rundan i 2013 års draft av Chicago Blackhawks som 74:e spelare totalt.

#### New Jersey Devils
Den 22 juni 2019 tradades han till New Jersey Devils i utbyte mot John Quenneville.

## Statistik
| 2009–2010   | Brunswick Bruins       |             | 28  | 15 | 14 | 29 | —   | —  | — | — | — | — |
| 2010–2011   | Brunswick Bruins       |             | 26  | 21 | 9  | 30 | —   | —  | — | — | — | — |
| 2011–2012   | Team USA               | USHL        | 36  | 8  | 7  | 15 | 51  | 2  | 0 | 2 | 2 | 2 |
|             | U.S. National U17 Team |             | 55  | 11 | 15 | 26 | 65  | —  | — | — | — | — |
| 2012–2013   | Team USA               | USHL        | 24  | 11 | 9  | 20 | 51  | —  | — | — | — | — |
|             | U.S. National U18 Team |             | 53  | 17 | 17 | 34 | 80  | —  | — | — | — | — |
| 2013–2014   | Yale Bulldogs          | NCAA        | 33  | 6  | 10 | 16 | 18  | —  | — | — | — | — |
| 2014–2015   | Yale Bulldogs          | NCAA        | 29  | 7  | 11 | 18 | 10  | —  | — | — | — | — |
| 2015–2016   | Yale Bulldogs          | NCAA        | 32  | 16 | 7  | 23 | 26  | —  | — | — | — | — |
| 2016–2017   | Chicago Blackhawks     | NHL         | 12  | 1  | 3  | 4  | 4   | 1  | 0 | 0 | 0 | 0 |
|             | Yale Bulldogs          | NCAA        | 33  | 21 | 13 | 34 | 62  | —  | — | — | — | — |
| 2017–2018   | Chicago Blackhawks     | NHL         | 47  | 4  | 9  | 13 | 54  | —  | — | — | — | — |
|             | Rockford Icehogs       | AHL         | 24  | 5  | 12 | 17 | 7   | 13 | 3 | 0 | 3 | 2 |
| 2018–2019   | Chicago Blackhawks     | NHL         | 54  | 3  | 2  | 5  | 27  | —  | — | — | — | — |
| 2019–2020   | New Jersey Devils      | NHL         | 43  | 3  | 1  | 4  | 77  | —  | — | — | — | — |
| 2020–2021   | Arizona Coyotes        | NHL         | 12  | 0  | 0  | 0  | 15  | —  | — | — | — | — |
| NHL totalt  | NHL totalt             | NHL totalt  | 168 | 11 | 15 | 26 | 177 | 1  | 0 | 0 | 0 | 0 |
| NCAA totalt | NCAA totalt            | NCAA totalt | 127 | 50 | 41 | 91 | 116 | —  | — | — | — | — |
| USHL totalt | USHL totalt            | USHL totalt | 60  | 19 | 16 | 35 | 102 | 2  | 0 | 2 | 2 | 2 |